# ゆめタウン安古市
ゆめタウン安古市（ゆめタウンやすふるいち）は、広島市安佐南区に位置し、株式会社イズミが運営する総合スーパーである。

## 概要
1978年9月4日にイズミ安古市ショッピングセンターとして開業。後にゆめタウン安古市に転換・改名している。1985年（昭和60年）には、イズミ全店に先駆けてPOSシステムを導入した。
2022年度に店舗塔屋を『you me town』から『town』を取って『you me』だけのロゴにリニューアルした。後日、外壁も『you me town』から『town』を取って『you me』だけのロゴにリニューアルする予定。

### 店舗データ
- 所在地：広島市安佐南区高取北1丁目6-11
- 営業時間：9:00-21:00（1階食料品フロアは8:30から営業）

## 館内
- 2階 衣料品のフロア
- 1階 食料品のフロア

## 主なテナント
- マクドナルド
- たこ一番
- ミスタードーナツ
- ダイソー
- アテインパソコンスクール

## 交通アクセス
- アストラムライン高取駅より徒歩6分